# Kılavuzlar, Sultanhisar
Kılavuzlar là một xã thuộc huyện Sultanhisar, tỉnh Aydın, Thổ Nhĩ Kỳ. Dân số thời điểm năm 2010 là 167 người.